# Scream 2
Scream 2 (titlu original: Scream 2) este un film american slasher din 1997 regizat de Wes Craven după un scenariu și personaje de Kevin Williamson. Rolurile principale au fost interpretate de actorii David Arquette, Neve Campbell, Courteney Cox, Sarah Michelle Gellar, Jamie Kennedy, Laurie Metcalf, Jerry O'Connell, Elise Neal, Timothy Olyphant, Jada Pinkett și Liev Schreiber. Este continuarea filmului Scream - Țipi... sau fugi! (1996) și este urmat de Scream 3 - Crimă în 3 timpi (2000), Scream 4: Coșmarul continuă (2011) și Scream (2022).

## Distribuție
- David Arquette - Dewey Riley
- Neve Campbell - Sidney Prescott
- Courteney Cox - Gale Weathers
- Sarah Michelle Gellar - Cici Cooper
- Jamie Kennedy - Randy Meeks
- Laurie Metcalf - Mrs. Loomis
- Elise Neal - Hallie McDaniel
- Jerry O'Connell - Derek Feldman
- Timothy Olyphant - Mickey Altieri
- Jada Pinkett - Maureen Evans
- Liev Schreiber - Cotton Weary
- Lewis Arquette - Chief Louis Hartley
- David Warner - Gus Gold
- Duane Martin - Joel Jones
- Rebecca Gayheart - Lois
- Portia de Rossi - Murphy
- Omar Epps - Phil Stevens
- Marisol Nichols - Dawnie
- Nancy O'Dell - Reporter
- Joshua Jackson - Film Class Guy #1
- Tori Spelling - rolul său și Sidney Prescott (personaj din seria de filme Stab)
- Luke Wilson - rolul său - Billy Loomis (personaj din seria de filme Stab)
- Heather Graham - rolul său - Casey Becker (personaj din seria de filme Stab)
- Roger L. Jackson - vocea Ghostface